# 브라이언 코빌카
브라이언 켄트 코빌카(Brian Kent Kobilka, 1955년 5월 30일 ~ )는 미국의 교수로, 2012년 노벨 화학상을 로버트 레프코위츠와 공동으로 수상하였다.
미국 생리학자로서 G 단백질 결합 수용체의 작용을 밝혀냈다. 현재 스탠퍼드 대학교 의과대학 분자 및 세포 생리학과 교수이다. 또한 G 단백질 결합 수용체에 중점을 둔 생명 공학 회사인 ConfometRx의 공동 설립자이기도 하다. 2011년에 미국국립과학원의 회원으로 지명되었다.